# Arcadi Oliveres
Arcadi Oliveres i Boadella (Barcelona, 1945 - San Cugat del Vallés, 6 de abril de 2021) fue un economista español, presidente de la Associació Justícia i Pau de Barcelona, una organización que lucha por la promoción y defensa de los derechos humanos en todo el mundo. 
Autor de numerosas obras y escritos sobre las relaciones norte-sur, el comercio internacional, la deuda externa y la economía de defensa, participó también en mesas redondas y conferencias sobre estos temas. Colaboró con diferentes movimientos sociales cristianos y escribió en sus publicaciones. Fue defensor del decrecimiento.

## Biografía
Se licenció en Ciencias económicas en el año 1968 en la Universidad de Barcelona. En 1993 se doctoró presentando una tesis sobre el ciclo de la economía de defensa y consiguió una plaza de profesor titular del departamento de Economía Aplicada de la Universidad Autónoma de Barcelona.
Ya en su época de estudiante, aún durante la dictadura franquista, mostró su compromiso con la democracia participando en las asambleas clandestinas del Sindicat Democràtic d'Estudiants y en La Capuchinada de marzo del 1966, así como en la Asamblea de Cataluña.
En 1974 empezó a participar en la organización internacional católica Pax Christi, dedicada a la promoción de la paz y la reconciliación entre los pueblos. En 1981 ingresó en la Associació Justícia i Pau de Barcelona, dedicada a la promoción de los derechos humanos y la paz, organización que presidió desde 2001 hasta abril de 2014.
En 2013 creó, junto con Teresa Forcades, una plataforma popular por la independencia de Cataluña denominado Procés Constituent y para presentarse a las elecciones de Cataluña.
Colaboró con las revistas Canigó y Serra d'Or, y con el Diari de la Pau. También participó en más de sesenta libros (monografías) y publicaciones.
Falleció el 6 de abril de 2021 en su domicilio en Sant Cugat del Vallés, a causa de un cáncer de páncreas.

## Arcadi Oliveres en el cine
El 19 de septiembre de 2014 se estrenó en cines Mai és tan fosc, una road movie a propósito de la figura de Oliveres dirigida por la cineasta Èrika Sánchez Marcos.

## Composición musical de despedida
Su hijo Albert Oliveres creó ‘Preludis d’un adeu’ (en español, ‘Preludios de un adiós‘) en casa, junto a su familia, durante las dos últimas semanas de vida de su padre.

## Publicaciones destacadas
- Nord-sud, diagnòstic i perspectives (Barcelona, 1988).
- El ciclo armamentista en España (Barcelona, 2000)
- La deuda externa: aspectos económicos en Vicente Blanco, D.J. (ed.) La libertad del dinero, p. 89 a 108, Germania, ISBN 84-89847-96-7 (Valencia, 2003)
- ¿Quién debe a quién? Deuda ecológica y deuda externa (Barcelona, 2003)
- Aldea global, justicia parcial (Barcelona, 2003)
- Contra la fam i la guerra (Barcelona, 2005)
- Un altre món (Barcelona, 2006)
- El meu camí cap a la utopia (Barcelona, 2008)
- ¡En qué mundo vivimos! (Barcelona, 2009)
- Aturem la crisi (Barcelona, 2010)
- Les veus de les places (David Fernàndez, Esther Vivas, et al.)(Barcelona, 2011)
- Detengamos la crisis (Madrid, 2012)
- Diguem prou! (Barcelona, 2012)
- ¡Ya basta! (Barcelona, 2012)
- Conversa entre Arcadi Oliveres i Celestino Sánchez (Barcelona, 2013)

## Premios
Ha recibido los siguientes premios:
- Memorial Vidal i Llecha (1985, primera edició)
- Premi de la Fundació Lluís Companys (ERC) (2001)
- Premi de l’entitat Flama del Canigó
- Premi de civisme de Radio Molins de Rei
- Premi de la revista Alandar, Madrid
- Guardó CIEMEN 2006 (modalitat nacional)
- Premi Mn. Vidal i Aunós a una trayectoria personal, otorgado por Església Plural (2013)
- Medalla de Oro al Mérito Cívico de l'Ajuntament de Barcelona (2019)

## Asociacionismo
Fue presidente de las siguientes organizaciones:
- Consejo Catalán del Fomento de la Paz
- Federación Catalana de ONG para la Paz
- Federació d’Organitzacions Catalanes Internacionalment Reconegudes (FOCIR)
- Finançament Ètic i Solidari
- Universitat Internacional de la Pau de Sant Cugat.
- Associació Lectura Fàcil

Fue miembro activo de los organismos o entidades siguientes:
- Asociación Justícia i Paz de Barcelona (expresidente)

- Consell de la Ciutat de Barcelona
- Institut Víctor Seix de Polemologia (actualmente director)
- Patronat del Casal d’Europa de Sabadell
- Comitè Internacional de la Fundació per la Pau
- Societat Catalana d’Economia
- Consell Assessor d’ATTAC (Associació per la Tributació de les Transaccions Internacionals)
- Consell Editor de revista Monthly Review
- Consell Editorial de la revista Foc Nou
- Comitè de Seguiment dels Acords del Tinell d’Iniciativa per Catalunya
- Patronat de la Fundació Tam Tam
- Associació Catalana de Solidaritat i Ajuda al Refugiat